# José Manuel Lasa Urquía
José Manuel Lasa Urquía, (Oiartzun, 21 de maig de 1940) va ser un ciclista basc que fou professional entre 1965 i 1970, en què aconseguí 9 victòries.
El seu germà també fou ciclista professional. Quan era amateur va participar en els Jocs Olímpics de Tòquio de 1964 en la prova de ciclisme en ruta individual.
Els seus principals èxits va ser el Gran Premi de Primavera de 1969, i les seves plates al Campionat del Món del 1965.

## Palmarès
- 1965
  - 1r a la Volta al Bidasoa
- 1966
  - Vencedor d'una etapa de la Volta a La Rioja
- 1967
  - Vencedor d'una etapa de la Volta a La Rioja
  - Vencedor d'una etapa del Gran Premi del Midi Libre
  - 1r al Memorial Uriona
- 1968
  - Vencedor d'una etapa de la Bicicleta Eibarresa
- 1969
  - 1r al Gran Premi de Primavera
  - 1r a Balmaseda
  - 1r al Campionat d'Espanya per regions (amb Guipuzcoa)
- 1970
  - 1r al Campionat d'Espanya per regions (amb Guipuzcoa)

### Resultats a la Volta a Espanya
- 1968. 27è de la classificació general
- 1969. 4t de la classificació general
- 1970. 14è de la classificació general. 1r de les Metes Volants

### Resultats al Giro d'Itàlia
- 1970. 28è de la classificació general. Vencedor d'una etapa

### Resultats al Tour de França
- 1967. 74è de la classificació general
- 1968. Abandona